# Căderea Constantinopolului
Căderea Constantinopolului (sau Cucerirea Constantinopolului) este numele sub care e cunoscută cucerirea capitalei Imperiului Bizantin de forțele Imperiului Otoman, sub comanda sultanului Mehmed al II-lea (1432-1481). Evenimentul a avut loc în ziua de marți, 29 mai 1453.

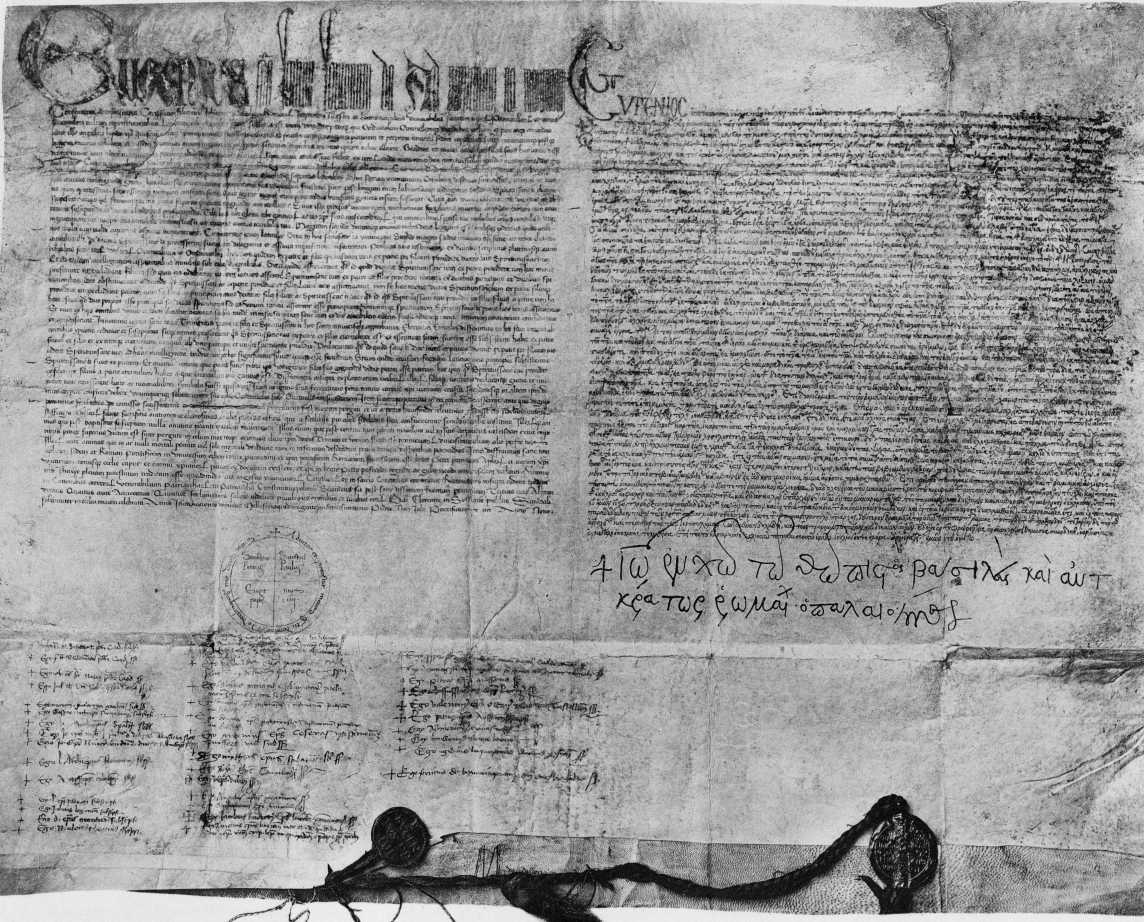
Actul unirii de la Ferarra-Florența, cu semnăturile clericilor (în stânga) și semnătura împăratului bizantin (dreapta)

Imperiile Otoman și Bizantin în jurul anului 1450

Căderea Constantinopolului a însemnat nu numai sfârșitul Imperiului Roman de Răsărit și moartea ultimului împărat bizantin, Constantin al XI-lea (1404-1453), dar și o victorie strategică de o importanță crucială pentru cucerirea estului mediteranean și al Balcanilor de către otomani. Constantinopolul a rămas capitala Imperiului Otoman până la destrămarea acestuia în 1922. În anul 1930, după proclamarea Republicii Turcia, orașul a fost redenumit în Istanbul. 

## Situația Imperiului Bizantin
În cei aproximativ 1 000 de ani de existență a Imperiului Bizantin, Constantinopolul a fost asediat de mai multe ori; a fost cucerit doar de două ori, prima dată în timpul Cruciadei a patra din 1204, iar a doua oară când a fost recuperat de bizantini, câteva decenii mai târziu, în 1261. În următoarele două secole, Imperiul Bizantin a fost măcinat și cucerit de un nou inamic, Imperiul Otoman.
În 1453, „imperiul” era format doar din orașul în sine și o porțiune a Peloponezului din jurul cetății Mystras; Imperiul din Trapezunt, un stat succesor complet independent, format ca urmare a celei de-a patra Cruciade, a supraviețuit pe coasta Mării Negre.

## Pregătirile

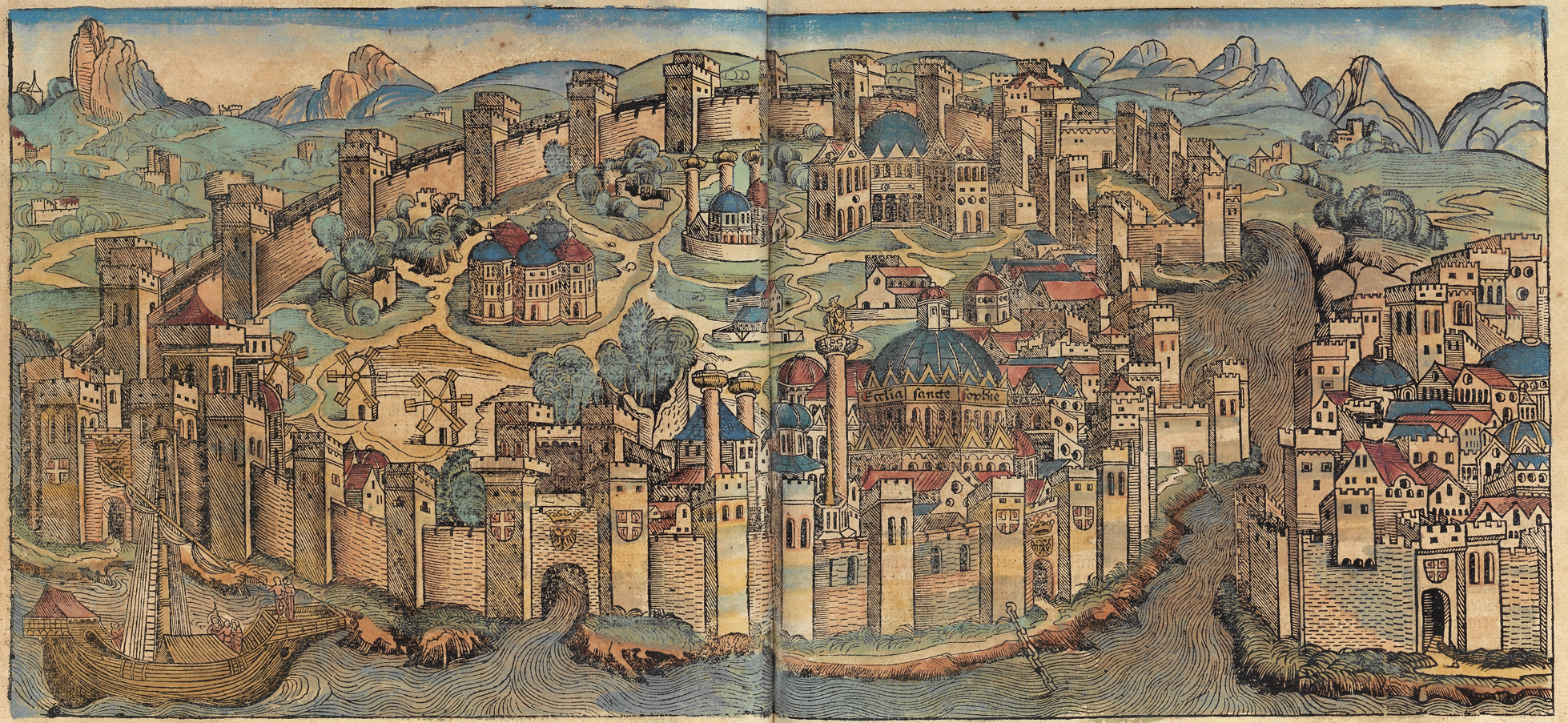
Constantinopol - ilustrație din sec. al XV-lea

Mehmed, al cărui străbunic Baiazid (1354-1403) construise o fortăreață pe malul asiatic al Bosforului, numită Anadolu Hisarı, a construit încă o cetate nu departe de zidurile Constantinopolului, pe malul european, care a crescut influența turcă asupra strâmtorii. Un aspect foarte important al fortăreței a fost faptul că împiedica ajutorul coloniilor genoveze de pe coasta Mării Negre să ajungă la oraș. Această fortăreață se numea Rumeli Hisarı; Rumelia (Rumeli) și Anatolia (Anadolu) fiind numele porțiunilor europene și asiatice ale Imperiului Otoman, respectiv. Noua fortăreață este cunoscută și sub denumirea Boğazkesen, ceea ce în limba turcă are o dublă semnificație: "blocarea strâmtorii" și "tăierea gâtului", subliniindu-i poziția strategică. Numele grecesc, Laimokopia, are același sens dublu.

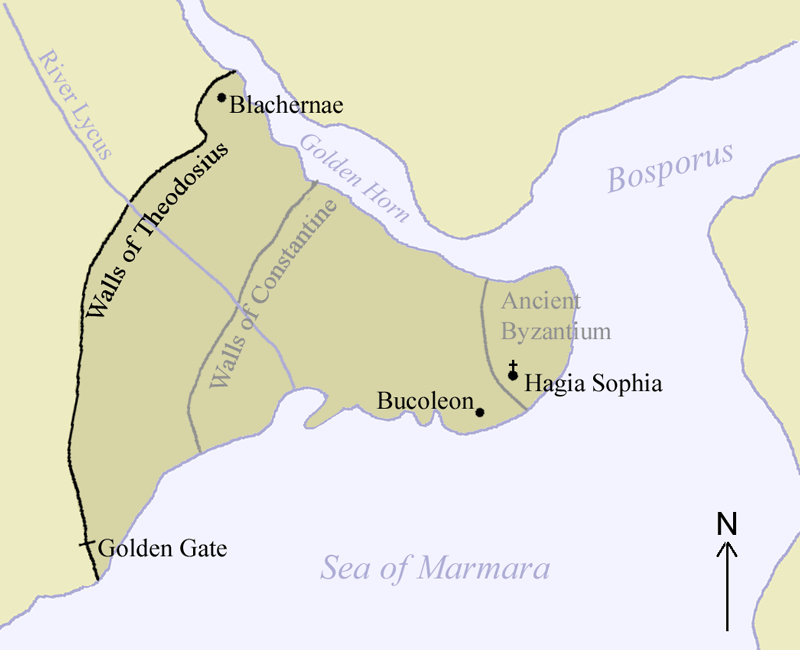
Harta Constantinopolului și zidurile lui Theodosie

Împăratul Constantin al XI-lea Paleologul (1404-1453) a cerut ajutorul țărilor din vestul Europei, dar apelurile sale nu au primit atenția cuvenită. După Marea Schismă dintre Biserica Ortodoxă și Biserica Romano-Catolică din 1054, vestul romano-catolic a încercat să reintegreze estul; s-a încercat o uniune la al doilea Consiliu din Lyon în 1274, după care unii împărați Paleologi au fost acceptați în Biserica Latină. Împăratul Ioan al VIII-lea Paleologul (1392-1448) a încercat să negocieze o uniune cu Papa Eugen al IV-lea (1383-1447), iar Conciliul de la Ferarra din 1439 a avut ca rezultat adoptarea și semnarea decretului Laetentur Coeli („Se bucură Cerul”), de uniune a bisericilor. Semnarea actului, de către papă și împăratul Ioan al VIII-lea Paleologul al Bizanțului, a avut loc în data de 6 iulie 1439 la Florența. În anii următori, o propagandă masivă a fost lansată de unele grupuri anti-unioniste din Constantinopol, iar populația era divizată cu animozitate. Un rol major l-a avut și ura etnică latentă dintre greci și italieni, cauzată de controlul italienilor asupra economiei bizantine. A patra cruciadă din 1204 a avut de asemenea un rol major și până la urmă Uniunea s-a destrămat, spre marea dezamăgire a Papei Nicolae al V-lea (1397-1455) și a Bisericii Romano-Catolice.
Chiar dacă Papa Nicolae al V-lea cerea cu mai multă hotărâre ajutoare, el nu avea influența sperată de bizantini asupra regilor și prinților din vest, iar acestora le lipseau mijloacele de susținere. Motivele principale pentru această neputință au fost urmările Războiului de o sută de ani dintre Franța și Anglia; dar și din cauză că Spania era în stagiile finale ale Reconquistei, din cauza luptelor interne dintre Principatele Germane ale Sfântului Imperiu Roman și din cauza înfrângerii Ungariei și Poloniei în Bătălia de la Varna din 1444. Deși orașele-state din nordul Italiei au trimis trupe, ajutoarele din vest nu au fost suficient de adecvate să contrabalanseze imensa putere otomană.

### Cele două armate

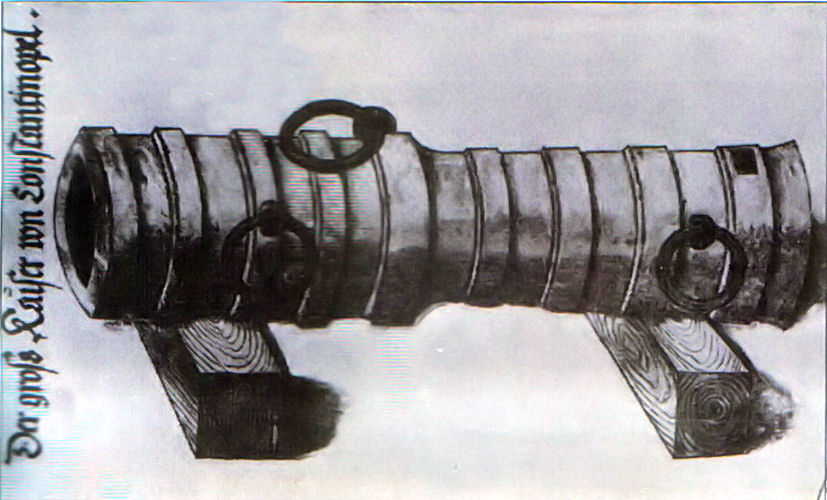
Tun folosit la asediul Constantinopolului

Armata bizantină număra aproximativ 7.000 de oameni, din care 2.000 erau mercenari străini. Cetatea avea de asemenea circa 22,5 km (14 mile) de ziduri, probabil cele mai puternice ziduri fortificate aflate în existență pe atunci. Otomanii, la rândul lor, aveau o armată uriașă. S-a estimat că număra aproximativ 100.000 de oameni, inclusiv 20.000 de ieniceri; estimări mai recente citează 80.000 soldați și 5 - 10.000 de ieniceri. Mehmed a construit și o flotă pentru a asedia orașul de pe mare, compusă în majoritate din mercenari greci.
Otomanii au angajat un inginer ungur (sau valah) pe nume Orban, care era specialist în construirea de tunuri, arme care la acea vreme reprezentau o noutate în tehnica de luptă. Orban a construit un tun enorm, botezat "tunul Basilic" sau "Great Bombard" (nume dat de voluntarii englezi care au supraviețuit), măsurând peste 8 metri lungime și circa 75 cm diametru, care era capabil să lanseze un proiectil de 544 kg la o distanță de aproape doi kilometri. Deși bizantinii aveau și ei tunuri, acestea erau mult mai mici iar reculul lor avea tendința să slăbească zidurile proprii. Tunul lui Orban avea totuși câteva probleme: nu avea precizie, încărcarea dura trei ore și ghiulelele erau puține; s-a prăbușit sub reculul propriu după numai șase săptămâni.

## Asediul

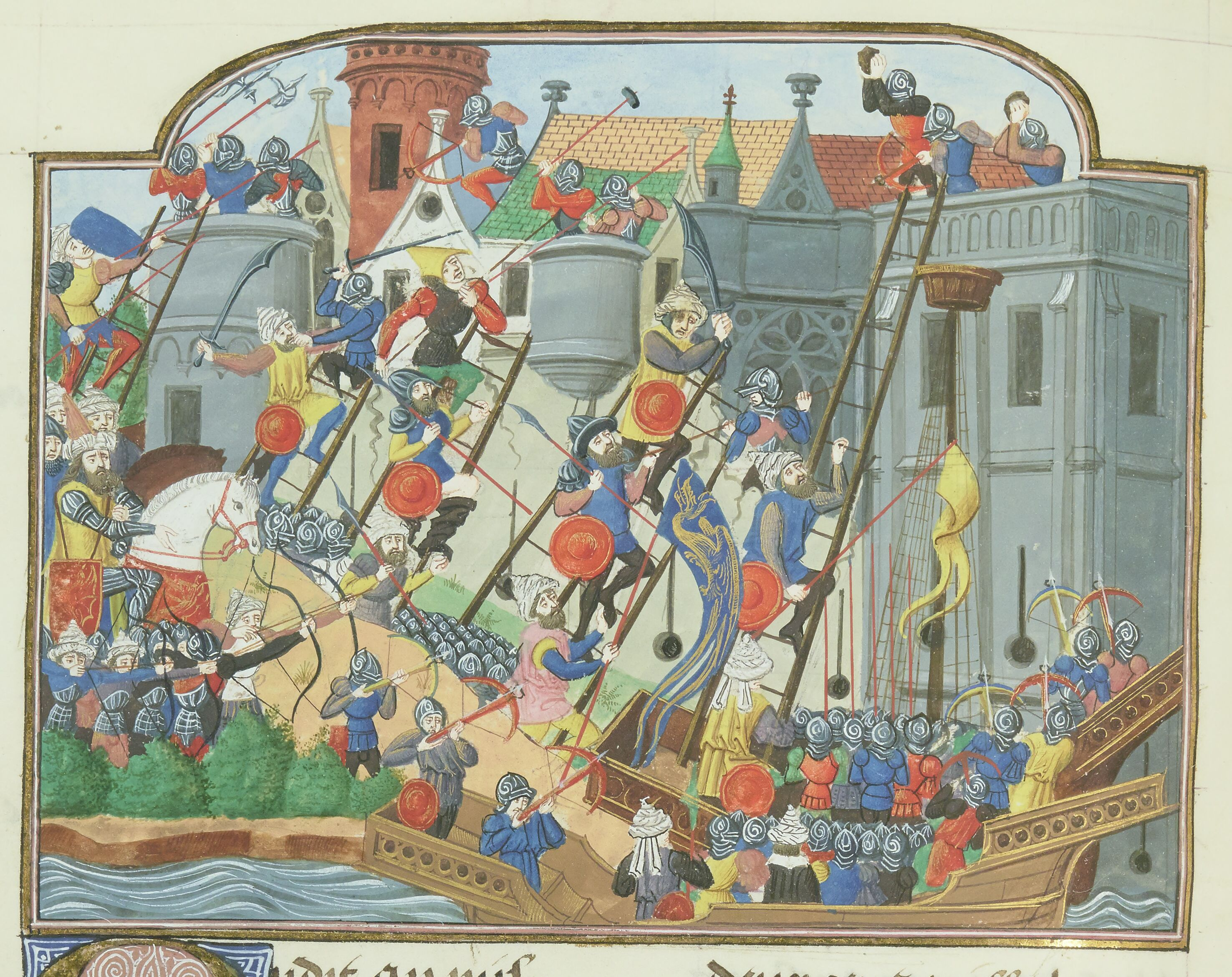
Asediul Constantinopolului

Planul lui Mehmed a fost să atace zidurile lui Theodosie, seria complexă de ziduri și șanțuri care protejau Constantinopolul de un atac dinspre vest, singura parte a cetății care nu era înconjurată de apă. Armata otomană și-a așezat tabăra nu departe de oraș, în lunea Paștelui, 2 aprilie 1453. 

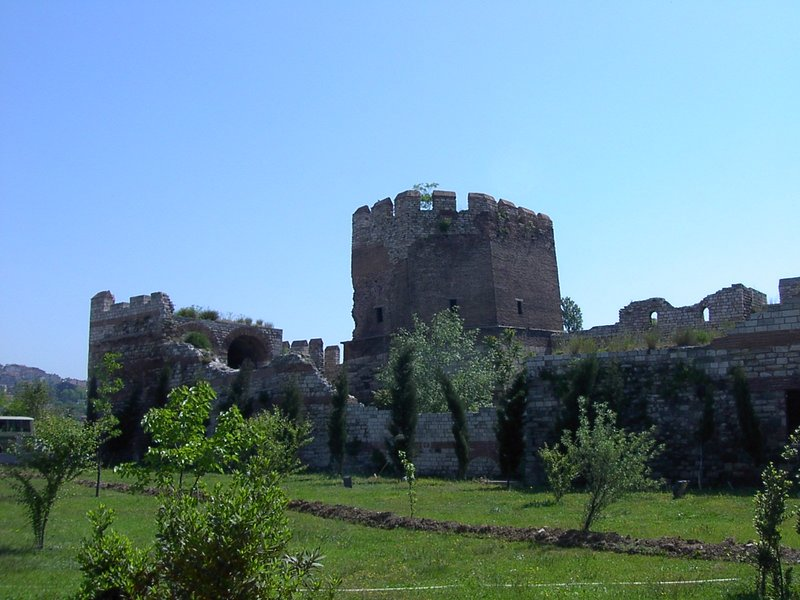
Porțiune din zidurile lui Theodosie, așa cum arată în prezent

Timp de mai multe săptămâni tunul Basilic a tras asupra zidurilor fără a reuși să provoace suficiente distrugeri, iar datorită ratei de încărcare extrem de scăzute bizantinii au reușit să repare majoritatea distrugerilor în intervalul dintre fiecare lovitură. În acest timp, flota lui Mehmed nu a putut penetra Cornul de Aur datorită barierelor plutitoare plasate de bizantini la intrarea în strâmtoare. Pentru a evita aceste bariere, Mehmed a dat ordin armatei sale să construiască un drum din trunchiuri de copac unse care traversa Galata la nord de Cornul de Aur și și-a transportat navele peste acesta. Această acțiune a avut ca rezultat oprirea aprovizionării de către corăbiile genoveze trimise în ajutor și a demoralizat apărătorii bizantini. În plus, apărătorii au fost nevoiți să-și disperseze o parte din forțe la zidurile maritime de lângă Cornul de Aur, slăbind astfel apărarea altor secțiuni.
Turcii au asaltat frontal zidurile de mai multe ori, dar au fost respinși cu mari pierderi. După aceea au încercat să pătrundă în oraș săpând tunele pe sub ziduri. Majoritatea geniștilor care au lucrat la tunele erau sârbi trimiși din Novo Brdo de Despotul Serbiei. Comandantul lor era Zaganos Pașa. Bizantinii aveau angajat un inginer pe nume Johannes Grant (de origine germană sau scoțiană), care a dat ordin să fie săpate contra-tunele, permițând astfel trupelor bizantine să intre în acestea și să ucidă geniștii otomani. Alte tunele turcești au fost inundate cu apă. În cele din urmă bizantinii au capturat și torturat un important inginer turc, care a dezvăluit locurile tuturor tunelelor, după care acestea au fost distruse.
Mehmed a făcut o ofertă de a renunța la asediu contra unui tribut astronomic, pe care a știut că orașul nu-l va putea plăti.  Odată ce oferta a fost refuzată, Mehmed a plănuit să copleșească numeric zidurile, știind că apărătorii bizantini vor fi epuizați înainte ca el să-și termine trupele.
În 22 mai 1453, luna, simbol al Constantinopolului, s-a întunecat în eclipsă, confirmând o profeție despre sfârșitul orașului. Patru zile mai târziu, întreg orașul a fost acoperit de o ceață deasă, o situație nemaiauzită în acele părți în luna mai. După ce s-a ridicat ceața, în seara aceea "flăcări au învăluit domul bisericii Hagia Sophia, iar lumini puteau fi văzute și de pe ziduri, strălucind în depărtare, în spatele taberei turcești (înspre vest)". Unii au interpretat asta ca fiind Duhul Sfânt părăsind catedrala. Aceste fenomene au fost însă efectele locale ale catastroficei erupții vulcanice de la Kuwae din Oceanul Pacific. "Focul" văzut a fost o iluzie optică datorată reflecției luminii la apusul soarelui de norii din cenușă vulcanică, aflați sus în atmosferă..

### Atacul decisiv
În dimineața zilei de 29 mai a început atacul final. Primul val de atacatori a fost format din trupele auxiliare (asabi), care erau slab pregătiți și echipați, și au avut doar rolul de a ucide cât mai mulți apărători posibil. Al doilea val, format în majoritate din anatolieni, s-a concentrat asupra unei secțiuni de ziduri din nord-vestul orașului, care era parțial prăbușită în urma loviturilor de tun. Această secțiune de ziduri fusese ridicată mai recent, în secolul XI, și era mult mai slăbită; cruciații din 1204 au spart zidurile în același loc. Otomanii au reușit în cele din urmă să pătrundă, dar au fost respinși după scurt timp de apărătorii bizantini. Bizantinii au făcut față celui de-al treilea val de atacatori, trupele de elită ale sultanului - ienicerii, dar generalul genovez Giovanni Giustiniani, unul din comandanții armatei bizantine, a fost rănit grav în timpul atacului și evacuarea sa de pe metereze a provocat panică în rândurile apărătorilor.
Unii istorici sugerează că poarta din acea secțiune a rămas neblocată, iar otomanii au descoperit repede această eroare (nu s-a pus problema mituirii de către turci; poarta a fost pur și simplu uitată, probabil datorită ruinelor cauzate în urma  atacurilor de tun, care au blocat sau acoperit parțial poarta). Otomanii au dat năvală în cetate. Împăratul Constantin al XI-lea însuși a condus ultima apărare a orașului, murind în luptă pe străzile orașului său, alături de soldații săi.

## Consecințe

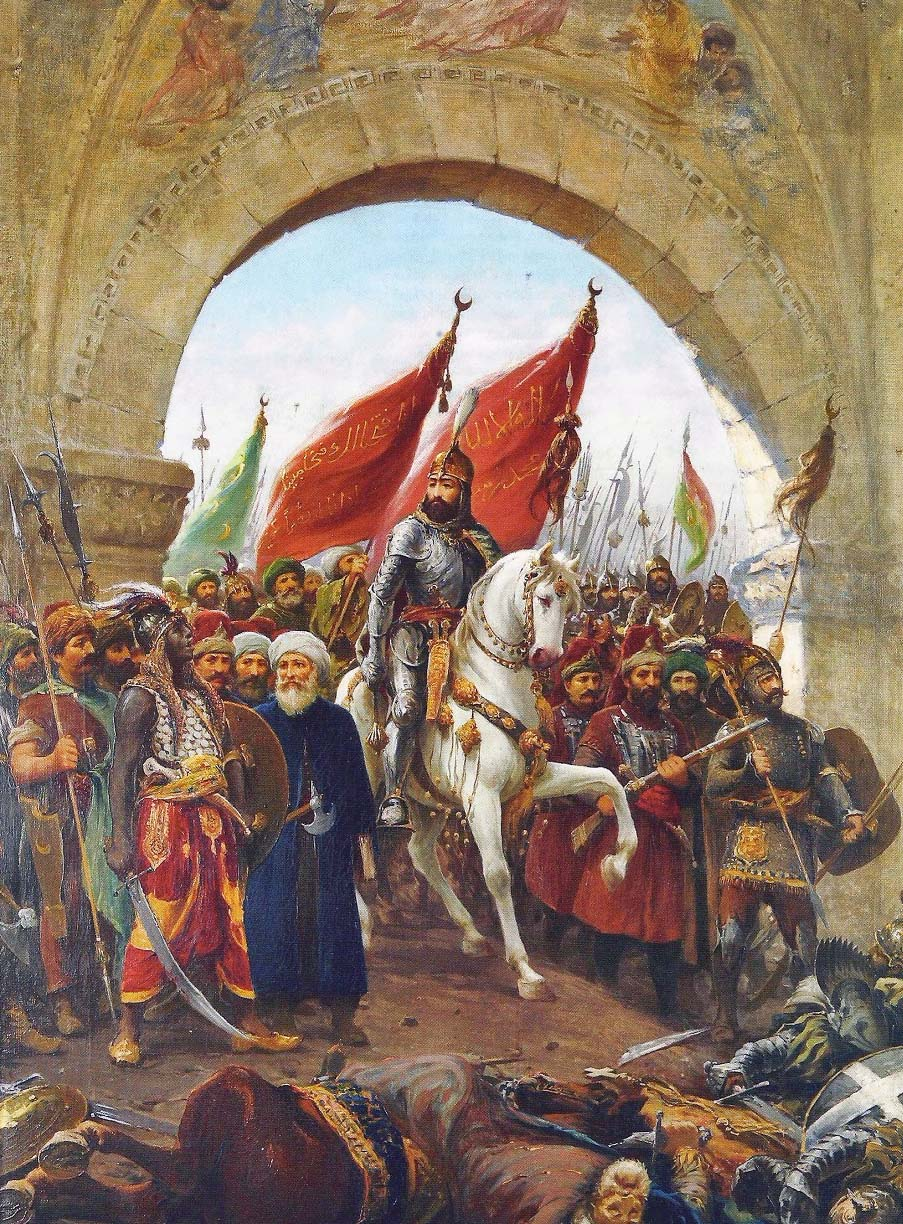
Sultanul Mehmed Cuceritorul intrând în Constantinopol

Mehmed a promis armatei sale că pot prăda orașul în voie timp de trei zile, conform tradiției militare antice. Un număr mare de localnici au fost masacrați de turci după ce aceștia au intrat în cetate și au capturat turnurile de la zidurile terestre, deși ordinea a fost restaurată la scurt timp după aceea. După atacul inițial, armata otomană s-a împrăștiat pe drumurile principale ale orașului, prin marile piețe și uriașa biserică a Sfinților Apostoli, pe care Mehmed a dorit să o păstreze intactă pentru noul patriarh ales de el, care să-l ajute să controleze mai bine populația creștină. Mehmed a trimis o gardă să protejeze clădirile importante, din dorința de a nu stabili noua capitală a Imperiului Otoman într-un oraș total devastat.
Armata a năvălit în imensa piață Augusteum, din fața catedralei Hagia Sophia, ale cărei porți de bronz erau blocate de un număr mare de localnici aflați în interiorul clădirii, sperând în protecția divină la ceasul din urmă. După ce porțile au fost pătrunse, năvălitorii au separat congregația conform cu prețul potențial al fiecăruia pe piața de sclavi. Câțiva bătrâni și noi-născuți au fost uciși sumar cu o neîndurare comercială. Soldații otomani s-au luptat între ei pentru a intra în posesia senatorilor în straie bogate sau pentru fetele și tinerii frumoși.
Există mai multe legende în Grecia legate de căderea Constantinopolului. Una din ele spune că doi preoți recitând divina liturghie asupra mulțimii au dispărut în zidurile catedralei în timp ce primii soldați turci au pătruns. Conform legendei, ei vor apare din nou în ziua în care Constantinopolul va reveni în stăpânirea creștinilor. Altă legendă se referă la Regele de marmură, Constantin al XI-lea, spunând că atunci când otomanii au intrat în cetate, un înger l-a salvat pe împărat, schimbându-l într-o bucată de marmură și ascunzându-l într-o peșteră subterană de lângă Poarta de Aur, unde așteaptă să fie readus la viață..
Deși Mehmed al II-lea a permis trupelor sale să prădeze orașul, după obiceiul tuturor armatelor din acele vremuri, s-a răzgândit văzând distrugerile cauzate maiestuoaselor clădiri locale și a oprit activitățile după aproximativ o zi; din nefericire până atunci o mare parte a locuitorilor fusese fie violată, jefuită sau robită. Din populația estimată la 50.000 locuitori ai orașului la momentul respectiv, aproximativ jumătate erau încă liberi când Mehmed a ordonat încetarea ostilităților.
Motivul pentru care un număr atât de mare de localnici au scăpat de furia turcilor se datorează în principal topografiei orașului la acea dată. Departe de apogeu, Constantinopolul era în regres ca număr de locuitori în urma unei epidemii de ciumă bubonică, dar mai ales ca urmare a dezastrului provocat de a patra Cruciadă cu două secole mai devreme. Așadar, orașul era în 1453 doar o serie de sate fortificate, separate de câmpuri largi, totul fiind încercuit de zidurile lui Theodosian, ridicate în secolul al IV-lea. După ce otomanii au reușit să treacă de ziduri, mulți locuitori ai acestor "sate" s-au predat generalilor lui Mehmed, conformându-se așadar prevederilor tradiției islamice de supunere voluntară.
Aceste sate, mai ales cele de lângă zidurile terestre, au fost cruțate de molestarea populației și distrugerea locurilor, fiind protejate de trupele speciale de ieniceri. Acești localnici urmau să-și răscumpere concetățenii după încetarea violenței, și au format ceea ce otomanii numeau un "millet", adică o comunitate auto-guvernantă din imperiul multi-național care a devenit Istanbulul otoman.

"Biserica Sfintei Înțelepciuni", sau Hagia Sofia, a fost transformată în moschee

Mehmed a așteptat până când situația a fost sub control și a intrat în oraș într-o procesiune ceremonială în care populația locală i-a oferit flori ca felicitări. Prima lui impresie a fost că orașul era în paragină, situație care începuse după cucerirea acestuia în a patra Cruciadă, dar care era datorată și reducerii continue a bazei de impozitare de care dispunea cezarul bizantin, pe măsură ce imperiul lui se reducea din ce în ce mai mult sub loviturile arabilor musulmani și mai apoi ale turcilor musulmani. La momentul cuceririi capitalei, imperiul nu mai era decât o umbră a mărețului stat care fusese cândva, fiind limitat la împrejurimile acesteia. Din chiar primul ceas al căderii așezării, zorii noi epoci au apărut extrem de înnegurați pentru creștini: acela căruia istoria ortodoxă i-a pus - poate pe nedrept - în gură vorbele mai bine turbanul sultanului decât mitra Papei a fost ucis, împreună cu cei doi băieți ai săi, asta după ce totuși sultanul le promisese libertatea și grația, în ceea ce istoria a reținut ca fiind "rușinoasa întâmplare a ospățului" (Mehmet-cuceritorul care era homosexual, este informat la ospățul organizat după căderea cetății Constantinopolului de către sfetnicii săi apropiați că Notara ("primul ministru" al imperiului ortodox) are un frumos băiat de 14 ani; el îi cere atunci grecului să i-l aducă, cu gândul declarat de a-l sodomiza, fapt care evident n-a putut fi acceptat de nobilul bizantin; Mehmet deținea de altfel un frumușel "harem" de băieței).
În viziunea lui Mehmed, el era succesorul Împăratului Roman. S-a autointitulat "Kayzer-i Rum", adică Cezar (Împărat) Roman, dar a fost supranumit "Cuceritorul". Constantinopolul a devenit noua capitală a Imperiului Otoman. Hagia Sophia a fost transformată în moschee, deși biserica Ortodoxă greacă a fost lăsată intactă și Patriarhul Ghenadius al II-lea (Ghenadius Scholarius) a fost numit Patriarhul Constantinopolului.
Mulți greci au părăsit orașul și s-au refugiat în vestul Europei, ducând cu ei cultura și documente din tradiția greco-romană care au contribuit la începutul Renașterii. Influxul erudiților greci în vest începuse totuși mult mai devreme, mai ales în nordul Italiei, unde orașele-state au început să primească învățații greci încă din secolele XI și XII. Cancelarul Florenței Coluccio Salutati a început acest schimb cultural în 1396 invitând un cărturar bizantin să prezinte o lectură la Universitatea din Florența. Această sete a italienilor pentru clasicismul latin combinată cu cunoașterea limbii grecești au fost factorii care au motivat Renașterea. Grecii care au rămas în Constantinopol au fost în majoritate locuitorii cartierelor Fanar și Galata. Mulți fanarioți, cum au fost numiți, s-au dovedit a fi sfetnici capabili ai sultanilor otomani, dar au fost considerați trădători de majoritatea grecilor.
Fortăreața peloponeză Mystras din Morea, condusă de frații lui Constantin, Toma și Demetrius Palaeologus, aflați mereu în conflict unul cu altul și fiind conștienți că Mehmed îi va ataca și pe ei, a rezistat până în 1460. Cu câțiva ani înainte de căderea Constantinopolului, Demetrius a luptat pentru tron cu Toma, Constantin și ceilalți frați ai lor, Ioan al VIII-lea Palaeologus și Teodor. Toma s-a refugiat la Roma când otomanii au invadat Morea, în timp ce Demetrius s-a așteptat să rămână pe tron ca vasal al turcilor, însă a fost luat prizonier și aruncat în închisoare unde a rămas pentru tot restul vieții sale. La Roma, Toma și familia sa au primit ajutor monetar de la Papa și alți conducători din vest, fiind considerat de aceștia ca Împărat Bizantin în exil, până în anul 1503. În 1461 statul independent bizantin Trebizonda a fost cucerit de Mehmed.
Istoricii consideră căderea Constantinopolului ca fiind evenimentul care a încheiat Evul Mediu și a început Renașterea datorită sfârșitului vechii ierarhii religioase din Europa, precum și folosirea tunurilor și a prafului de pușcă. De asemenea, căderea Constantinopolului a tăiat principala legătură comercială pe uscat dintre Europa și Asia. În consecință, un număr tot mai mare de europeni a început să plănuiască din ce în ce mai serios posibilitatea atingerii Asiei pe mare — ceea ce a dus la descoperirea Lumii Noi.
Chiar și în prezent un număr mare al populației grecești consideră ziua de marți (ziua căderii Constantinopolului) ca fiind cea mai plină de ghinion a săptămânii.